# سامي الجميل
سامي أمين الجميل (1980-)، محامٍ ونائب في البرلمان اللبناني بين عامي 2009 و2020 والرئيس السابع لحزب الكتائب اللبنانية.

## ولادته وأسرته
ولد في بكفيا عام 1980 لعائلة سياسيّة لبنانية عريقة. فوالده أمين الجميل رئيس أسبق للجمهوريّة اللبنانية (1982-1988)، والدته جويس، وجدُّه بيار الجميل مؤسس حزب الكتائب اللبنانية. عمّه بشير الجميّل اغتيل في 14 أيلول / سبتمبر 1982، بعد 20 يومًا على انتخابه رئيسًا للجمهوريَّة، قبل استلامه رسميًّا مقاليد الرئاسة، وأخوه بيار أمين الجميّل كان عضوًا في البرلمان ووزيرًا للصناعة عند اغتياله في 21 كانون الثاني / نوفمبر 2006.
في 1 أكتوبر سنة 2016 تزوج سامي الجميِّل من كارين تدمري في كنيسة مار ميخائيل في بكفيا، وهي طبيبة أسنان لبنانيَّة مقيمة في فرنسا، والدها رشيد تدمري ووالدتها جمانة الشهّال، من طرابلس، شمال لبنان. ولهما ابنتان جويس وكامي.

## الدراسة
حائز على إجازة في الحقوق في العام 2003، وعلى شهادة دراساتٍ عليا في القانون الدستوري في العام 2005 من جامعة القديس يوسف في بيروت. ويحمل الجميِّل شهادتين في فنّ القيادة من جامعة هارفرد في الولايات المتَّحدة الأميركيَّة.

## النشاط السياسي
بدأ نشاطه السياسيّ في العام 1999 حين شارك في تأسيس القاعدة الكتائبيَّة التي جمعت الطلَّاب الكتائبيين حول قضيَّة مقاومة الاحتلال السوري في لبنان، قبل أن يترأس مصلحة الشباب في الحركة الإصلاحيَّة الكتائبيَّة في العام 2003. وقد برز الجميِّل كأحد الوجوه الشبابيَّة الفذَّة في المظاهرات والتحرُّكات الشعبيَّة، بحيث اعتُقل مرَّاتٍ عديدة، وتعرَّض مع رفاقه للضرب والعنف.
وبعيد انسحاب الجيش السوري من لبنان في العام 2005، شارك في تأسيس «حركة لبناننا» الهادفة إلى تعزيز النقاشات العلميَّة حول أهميَّة تطبيق النظام الفدرالي / اللامركزي في لبنان.
في العام 2007، وعلى أثر اغتيال شقيقه الأكبر وزير الصناعة آنذاك بيار الجميِّل، تولى قيادة مجلس الشباب والطلاب في حزب الكتائب، ثم عين منسقاً عاماَ للجنة المركزية للحزب في العام 2008.
في العام 2015، انتُخب الجميِّل رئيسًا لحزب الكتائب اللبنانيَّة، وأعيد انتخابُه في مؤتمر الحزب الواحد والثلاثون في العام 2019.
انتخب سامي الجميِّل نائبا عن المقعد الماروني في قضاء المتن الشمالي للمرّة الأولى في حزيران/يونيو 2009، وأعيد انتخابه في أيار/ مايو 2018 لولاية ثانية قبل أن يستقيل في آب 2020 تضامناً مع ضحايا انفجار مرفأ بيروت وانسجاماً مع قناعته بضرورة إعادة القرار للبنانيين واللبنانيات لإختيار ممثلين جدد عنهم بعد الكوارث السياسية والاقتصادية والاجتماعية والأمنية التي لحقت بلبنان.
ترأس الجميّل المعارضة البرلمانية اللبنانية وهو من المشّرعين الأكثر نشاطاً في البرلمان اللبناني وفق ما أبرزته دراسة قام بها المركز اللبناني حول تقييم أداء مجلس النوّاب اللبناني وأداء أعضائه.
على الصعيد التشريعي، قدَّم الجميِّل عددًا كبيرًا من اقتراحات القوانين طالت بشكلٍ خاصّ الشفافية والمحاسبة، واللامركزيَّة والحكم المحلي، وحياد لبنان، والتمثيل الصحيح، والعدالة والمساواة، والتعليم المجَّاني والنوعي، وحقوق العمَّال، والصحَّة، ومكافحة الفساد. وقد ركَّز الجميِّل بشكلٍ خاصّ على الملفَّات المتعلِّقة بحقوق المرأة، بحيث تمكَّن من إلغاء جرائم الشرف عبر اقتراح قانونٍ قدَّمه إلى المجلس النيابي في العام 2011، ومن حشد الدعم اللازم لتمرير قانون مكافحة العنف الأسري.
كما مثَّل لبنان في ندوات سياسيَّة وبرلمانيَّة، أهمُّها في الأمم المتَّحدة حيثُ ركَّز على موضوع حقوق المرأة، وانخراط النساء في مجالَي العلوم والتكنولوجيا.
في العام 2018، أصدر النائب سامي الجميِّل كتابًا بعنوان «نضالي البرلماني»  مفنِّدًا فيه عمله في مجلس النوَّاب منذ العام 2009، بخاصَّةٍ اقتراحات القوانين والأسئلة التي وجهَّها إلى الحكومة، بالإضافة إلى عمله في اللجان النيابيَّة.

## في المواقف السياسية
ترأس سامي الجميِّل وحزب الكتائب اللبنانيَّة المعارضة البرلمانيَّة في لبنان. فالحزب كان قد انضمَّ إلى صفوف المعارضة في العام 2016، بعد استقالة وزرائه من الحكومة التي كان يترأسُّها تمَّام سلام، بسبب فشلها في إدارة أزمة النفايات، وفضائح الفساد والزبائنيَّة التي طالت الأحزاب الحاكمة. كذلك، رفض الجميِّل التسوية الرئاسيَّة التي انتهت بانتخاب ميشال عون – الحليف المسيحي لحزب الله المدعوم علنًا من إيران – رئيسًا للجمهوريَّة اللبنانيَّة، وامتنع حزب الكتائب اللبنانيَّة عن المشاركة في الحكومة الأولى لعهد عون نظرًا لسيطرة محور الثامن من آذار عليها. وخلال الانتخابات النيابيَّة في العام 2018، تحالف حزب الكتائب اللبنانيَّة مع الأحزاب المعارضة، مشكِّلين بذلك لوائح في العديد من الأقضية.